# Astronebris tatafilius
Astronebris tatafilius is een slangster uit de familie Asteronychidae.
De wetenschappelijke naam van de soort werd in 1967 gepubliceerd door Maureen Downey.